# Нуктуж
Нукту́ж (рос. Нуктуж, марій. Нуктыж) — присілок у складі Звениговського району Марій Ел, Росія. Входить до складу Кужмарського сільського поселення.
В радянські часи існувало окремо 2 населених пункти — Нуктуж та Лісна.

## Населення
Населення — 599 осіб (2010; 574 у 2002).
Національний склад (станом на 2002 рік):
- марі — 99 %